# Pearl Jam Official Bootlegs
Pearl Jam Official Bootlegs est une série d'albums enregistrés en public par le groupe de rock alternatif américain, Pearl Jam. La série débute en 2000 avec l'enregistrement des concerts de la tournée mondiale du groupe pour promouvoir son album studio Binaural. L'idée de départ était que chaque fan puisse avoir une copie du concert auquel il a assisté. Le groupe est connu pour varier ses setlists d'un concert à l'autre et proposer différentes versions de leur morceaux. 
La plupart des albums sont déclinés sous forme d'albums doubles dans un emballage en carton.

## Première série 2000 - 2001
Cette première série comprend 72 "Bootlegs" enregistrés pendant la tournée de promotion de l'album Binaural. Il sortiront sur trois périodes, la première le 26 septembre 2000 qui comprend les vingt-cinq concerts européens, la deuxième le 27 février 2001 qui regroupe la première partie de la tournée nord américaine, soit vingt deux concerts et enfin la troisième qui sort le 27 mars 2001 qui comprend les vingt trois derniers concerts de la tournée nord-américaine. Tous les albums sont numérotés. Cette première série se termine par deux concert à Seattle, le dernier donné le 6 novembre 2000 donnera lieu à un triple album.

### Concerts européens
| Numéro Titre Classement                                           | Date d'enregistrement | Pays               | Ville               | Lieu                             |
| ----------------------------------------------------------------- | --------------------- | ------------------ | ------------------- | -------------------------------- |
| # 1 23 5 00 - Estádio Do Restelo - Lisbon, Portugal               | 23 mai 2000           | Portugal           | Lisbonne            | Estádio Do Restelo               |
| # 2 25 5 00 - Palau Sant Jordi - Barcelona, Spain                 | 25 mai 2000           | Espagne            | Barcelone           | Palau Sant Jordi                 |
| # 3 26 5 00 - Velodromo Anoeta - San Sebastian, Spain             | 25 mai 2000           | Espagne            | San Sebastián       | Velódromo de Anoeta              |
| # 4 29 5 00 - Wembley Arena - London, England - # 50              | 29 mai 2000           | Angleterre         | Londres             | Wembley Arena                    |
| # 5 30 5 00 - Wembley Arena - London, England - # 137             | 30 mai 2000           | Angleterre         | Londres             | Wembley Arena                    |
| # 6 01 6 00 - The Point Theater - Dublin, Ireland                 | 1er juin 2000         | Irlande            | Dublin              | The Point Theatre                |
| # 7 03 6 00 - SE + CC Arena - Glasgow, Scotland - # 47            | 3 juin 2000           | Écosse             | Glasgow             | SE + CC Arena                    |
| # 8 04 6 00 - Manchester Evening News Arena - Manchester, England | 4 juin 2000           | Angleterre         | Manchester          | Manchester Evening News Arena    |
| # 9 06 6 00 - Cardiff International Arena - Cardiff, Wales        | 6 juin 2000           | Pays de Galles     | Cardiff             | Cardiff International Arena      |
| # 10 08 6 00 - Bercy - Paris, France - # 56                       | 8 juin 2000           | France             | Paris               | Palais omnisports de Paris-Bercy |
| # 11 09 6 00 - Nürburg Ring - Eifel, Germany                      | 9 juin 2000           | Allemagne          | Eifel / Nürburgring | Rock am Ring                     |
| # 12 11 6 00 - Nürnberg, Germany                                  | 11 juin 2000          | Allemagne          | Nuremberg           | Festival Rock im Park            |
| # 13 12 6 00 - Landgraaf, Holland - # 63                          | 12 juin 2000          | Pays-Bas           | Landgraaf           | Pinkpop Festival                 |
| # 14 14 6 00 - Paegas Arena - Praha, Czech Republic               | 14 juin 2000          | République tchèque | Prague              | Paegas Arena                     |
| # 15 15 6 00 - Spodek - Katowice, Poland                          | 15 juin 2000          | Pologne            | Katowice            | Spodek                           |
| # 16 16 6 00 - Spodek - Katowice, Poland - # 103 - # 18           | 16 juin 2000          | Pologne            | Katowice            | Spodek                           |
| # 17 18 6 00 - Salzburg City Square - Salzburg, Austria - # 17    | 18 juin 2000          | Autriche           | Salzbourg           | Residenzplatz                    |
| # 18 19 6 00 - Hala Tivoli - Ljubljana, Slovenia                  | 19 juin 2000          | Slovénie           | Ljubljana           | Hala Tivoli                      |
| # 19 20 6 00 - Arena Di Verona - Verona, Italy - # 134 - # 46     | 20 juin 2000          | Italie             | Vérone              | Arènes de Vérone                 |
| # 20 22 6 00 - Fila Forum Arena - Milan, Italy - # 125            | 22 juin 2000          | Italie             | Milan               | Fila Forum Arena                 |
| # 21 23 6 00 - Hallenstadion - Zurich, Switzerland # 46           | 23 juin 2000          | Suisse             | Zurich              | Hallenstadion                    |
| # 22 25 6 00 - Parkbühne Wuhlheide - Berlin, Germany              | 25 juin 2000          | Allemagne          | Berlin              | Parkbühne Wuhlheide              |
| # 23 26 6 00 - Sporthalle - Hamburg, Germany - # 175              | 26 juin 2000          | Allemagne          | Hambourg            | Sporthalle                       |
| # 24 28 6 00, Sjöhistoriska Museet, Stockholm, Sweden - # 50      | 28 juin 2000          | Suède              | Stockholm           | Sjöhistoriska Museet             |
| # 25 29 6 00 - Spectrum - Oslo, Norway - # 14                     | 29 juin 2000          | Norvège            | Oslo                | Oslo Spektrum                    |

### Concerts Amérique du Nord (1ere Partie)
| Numéro Titre Classement                                     | Date d'enregistrement | Pays       | Ville            | Lieu                                   |
| ----------------------------------------------------------- | --------------------- | ---------- | ---------------- | -------------------------------------- |
| # 26 Virginia Beach, Virginia - August 3, 2000              | 3 août 2000           | États-Unis | Virginia Beach   | GTE Virginia Beach Amphitheater        |
| # 27 Charlotte, North Carolina - August 4, 2000             | 4 août 2000           | États-Unis | Charlotte        | Blockbuster Pavilion                   |
| # 28 Greensboro, North Carolina - August 6, 2000            | 6 août 2000           | États-Unis | Greensboro       | Greensboro Coliseum                    |
| # 29 Atlanta, Georgia - August 7, 2000                      | 7 août 2000           | États-Unis | Atlanta          | Philips Arena                          |
| # 30 West Palm Beach, Florida - August 9, 2000              | 9 août 2000           | États-Unis | West Palm Beach  | Mars Music Amphitheatre                |
| # 31 Tampa, Florida - August 12, 2000 - # 180               | 12 août 2000          | États-Unis | Tampa            | Ice Palace                             |
| # 32 New Orleans, Louisiana - August 14, 2000               | 2000                  | États-Unis | Nouvelle-Orléans | New Orleans Arena                      |
| # 33 Memphis, Tennessee - August 15, 2000 - # 191           | 15 août 2000          | États-Unis | Memphis          | Pyramid Arena                          |
| # 35 Nashville, Tennessee - August 17, 2000                 | 2000                  | États-Unis | Nashville        | AmSouth Amphitheater                   |
| # 36 Indianapolis, Indiana - August 18, 2000 - # 174        | 18 août 2000          | États-Unis | Indianapolis     | Deer Creek Music Center                |
| # 37 Cincinnati, Ohio - August 20, 2000                     | 20 août 2000          | États-Unis | Cincinnati       | Riverbend Music Center                 |
| # 38 Columbus, Ohio - August 21, 2000                       | 21 août 2000          | États-Unis | Colombus         | Polaris Amphitheater                   |
| # 39 Jones Beach, New York - August 23, 2000                | 23 août 2000          | États-Unis | Wantagh          | Jones Beach Theater                    |
| # 40 Jones Beach, New York - August 24, 2000                | 24 août 2000          | États-Unis | Wantagh          | Jones Beach Theater                    |
| # 41 Jones Beach, New York - August 25, 2000 - # 159        | 25 août 2000          | États-Unis | Wantagh          | Jones Beach Theater                    |
| # 42 Saratoga, New York - August 27, 2000                   | 27 août 2000          | États-Unis | Saratoga         | Saratoga Performing Arts Center        |
| # 43 Boston, Massachusetts - August 29, 2000 - # 163        | 29 août 2000          | États-Unis | Boston           | Tweeter Center for the Performing Arts |
| # 44 Boston, Massachusetts - August 30, 2000                | 30 août 2000          | États-Unis | Boston           | Tweeter Center for the Performing Arts |
| # 45 Philadelphia, Pennsylvania - September 1, 2000 - # 179 | 1er septembre 2000    | États-Unis | Camden           | Blockbuster Sony Music E-Center,       |
| # 46 Philadelphia, Pennsyslvania - September 2, 2000        | 2 septembre 2000      | États-Unis | Camden           | Blockbuster Sony Music E-Center,       |
| # 47 Washington, DC- September 4, 2000                      | 4 septembre 2000      | États-Unis | Columbia         | Merriweather Post Pavilion             |
| # 48 Pittsburgh, Pennsylvania - September 5, 2000 - # 176   | 5 septembre 2000      | États-Unis | Pittsburgh       | Post-Gazette Pavilion                  |

### Concerts Amérique du Nord (2éme Partie)
| Numéro Titre Classement                            | Date d'enregistrement | Pays       | Ville            | Lieu                            |
| -------------------------------------------------- | --------------------- | ---------- | ---------------- | ------------------------------- |
| # 49 Montreal, Canada - October 4, 2000            | 4 octobre 2000        | Canada     | Montréal         | Centre Bell                     |
| # 50 Toronto, Canada - October 5 , 2000            | 5 octobre 2000        | Canada     | Toronto          | Air Canada Center               |
| # 51 Detroit, Michigan - October 7, 2000           | 7 octobre 2000        | États-Unis | Detroit          | The Palace of Auburn Hills      |
| # 52 East Troy, Wisconsin - October 8, 2000        | 8 octobre 2000        | États-Unis | East Troy        | Alpine Valley Music Theatre     |
| # 53 Chicago, Illinois - October 9, 2000           | 9 octobre 2000        | États-Unis | Rosemont         | Allstate Arena                  |
| # 54 St. Louis Missouri - October 11, 2000         | 11 octobre 2000       | États-Unis | Maryland Heights | Riverport Amphitheatre          |
| # 55 Kansas City, Missouri October 12, 2000        | 12 octobre 2000       | États-Unis | Bonner Springs   | Sandstone Amphitheater          |
| # 56 Houston, Texas - October 14, 2000             | 14 octobre 2000       | États-Unis | The Woodlands    | Cynthia Woods Mitchell Pavilion |
| # 57 Houston, Texas - October 15, 2000             | 15 octobre 2000       | États-Unis | The Woodlands    | Cynthia Woods Mitchell Pavilion |
| # 58 Dallas, Texas - October 17 2000               | 17 octobre 2000       | États-Unis | Dallas           | Smirnoff Music Centre           |
| # 59 Lubbock, Texas - October 18, 2000             | 18 octobre 2000       | États-Unis | Lubbock          | United Supermarkets Arena       |
| # 60 Albuquerque, New Mexico, October 20 2000      | 20 octobre 2000       | États-Unis | Albuquerque      | Mesa Del Sol Amphitheatre       |
| # 61 Phoenix, Arizona October 21, 2000             | 21 octobre 2000       | États-Unis | Phoenix          | Desert Sky Pavilion,            |
| # 62 Las Vegas, Nevada - October 22, 2000 - # 152  | 22 octobre 2000       | États-Unis | Las Vegas        | MGM Grand Garden Arena          |
| # 63 Los Angeles, California - October 24, 2000    | 24 octobre 2000       | États-Unis | Los Angeles      | Greek Theatre                   |
| # 64 San Diego, California - October 25, 2000      | 25 octobre 2000       | États-Unis | San Diego        | San Diego Sports Arena          |
| # 65 Fresno, California October 27, 2000           | 27 octobre 2000       | États-Unis | Fresno           | Selland Arena                   |
| # 66 San Bernardino, California - October 28, 2000 | 28 octobre 2000       | États-Unis | San Bernardino   | Blockbuster Pavilion            |
| # 67 Sacramento, California - October 30, 2000     | 30 octobre 2000       | États-Unis | Sacramento       | Sacramento Valley Amphitheater  |
| # 68 San Francisco, California - October 31, 2000  | 31 octobre 2000       | États-Unis | Mountain View    | Shoreline Amphitheatre          |
| # 69 Portland, Oregon - November 2, 2000           | 2 novembre 2000       | États-Unis | Portland         | Rose Garden Arena               |
| # 70 Boise, Idaho - November 3, 2000               | 3 novembre 2000       | États-Unis | Nampa            | Idaho Center                    |
| # 71 Seattle, Washington - November 5, 2000        | 5 novembre 2000       | États-Unis | Seattle          | KeyArena at Seattle Center      |
| # 72 Seattle, Washington - November 6, 2000 - # 98 | 6 novembre 2000       | États-Unis | Seattle          | KeyArena at Seattle Center      |

## Bootlegs 2003
En 2003, le groupe repart sur la route pour promouvoir son septième album studio, Riot Act. Cette tournée donne lieu à la deuxième série de "bootlegs". Le groupe ne tourne pas en Europe et seul le Japon (5 concerts), l'Australie (10 concerts), l'Amérique du Nord (55 concerts) et le Mexique (3 concerts) ont les faveurs du groupe pour un total de 73 bootlegs. Cette fois ci les albums ne sont pas disponibles en magasin mais sur le site officiel du groupe et sont envoyés par la poste. Ils sont généralement disponibles dans la semaine qui suit le concert. Seuls six albums sont disponibles en magasins (ils sont indiqués dans la liste qui suit par un astérisque). 
Le concert du 19 juin 2003 que le groupe devait donner à Cincinnati a été annulé pour cause de pluie diluvienne, il n'y donc pas d'album numéro 53 pour cette série de bootlegs.

### Concerts au Japon et en Australie
| Numéro Titre Classement                              | Date d'enregistrement | Pays      | Ville     | Lieu                          |
| ---------------------------------------------------- | --------------------- | --------- | --------- | ----------------------------- |
| # 1 Australia 2003 : Feb 8 03 #1 Brisbane            | 8 février 2003        | Australie | Brisbane  | Brisbane Entertainment Centre |
| # 2 Australia 2003 : Feb 9 03 #2 Brisbane            | 9 février 2003        | Australie | Brisbane  | Brisbane Entertainment Centre |
| # 3 Australia 2003 : Feb 11 03 #3 Sydney             | 11 février 2003       | Australie | Sydney    | Sydney Entertainment Centre   |
| # 4 Australia 2003 : Feb 13 03 #4 Sydney             | 13 février 2003       | Australie | Sydney    | Sydney Entertainment Centre   |
| # 5 Australia 2003 : Feb 14 03 #5 Sydney             | 14 février 2003       | Australie | Sydney    | Sydney Entertainment Centre   |
| # 6 Australia 2003 : Feb 16 03 #6 Adelaide           | 16 février 2003       | Australie | Adélaïde  | Adelaide Entertainment Centre |
| # 7 Australia 2003 : Feb 18 03 #7 Melbourne          | 18 février 2003       | Australie | Melbourne | Rod Laver Arena               |
| # 8 Australia 2003 : Feb 19 03 #8 Melbourne          | 19 février 2003       | Australie | Melbourne | Rod Laver Arena               |
| # 9 Australia 2003 : Feb 20 03 #9 Melbourne          | 20 février 2003       | Australie | Melbourne | Rod Laver Arena               |
| # 10 Perth, Australia - February 23rd, 2003 * - # 34 | 23 février 2000       | Australie | Perth     | Burswood Dome                 |
| # 11 Sendai, Japan - February 28rd, 2003             | 28 février 2003       | Japon     | Sendai    | Izumity 21                    |
| # 12 Yokohama, Japan - March 1st 2003                | 1er mars 2003         | Japon     | Yokohama  | Pacifico Yokohama             |
| # 13 Tokyo, Japan - March 3rd 2003 * - # 182 - # 70  | 3 mars 2000           | Japon     | Tokyo     | Nippon budōkan                |
| # 14 Osaka, Japan - March 4th 2003                   | 4 mars 2003           | Japon     | Osaka     | Kōsei Nenkin Kaikan           |
| # 15 Nagoya, Japan - March 6th 2003                  | 6 mars 2003           | Japon     | Nagoya    | Nagoyashi Kokaido             |

### Concerts Amérique du Nord 1ère partie
- Tous les concerts de cette première partie ont lieu aux États-Unis.

| Numéro Titre Classement                         | Date d'enregistrement | Ville            | Lieu                              |
| ----------------------------------------------- | --------------------- | ---------------- | --------------------------------- |
| # 16 Denver, CO - April 1rst 2003               | 1er avril 2003        | Denver           | Pepsi Center                      |
| # 17 Oklahoma City, OK - April 3rd 2003         | 3 avril 2003          | Oklahoma City    | Ford Center                       |
| # 18 San Antonio, TX - April 4th 2003           | 4 avril 2003          | San Antonio      | Verizon Wireless Amphitheater     |
| # 19 Houston, TX - April 6th 2003               | 6 avril 2003          | The Woodlands    | Cynthia Woods Mitchell Pavilion   |
| # 20 New orleans, LA - April 8th 2003           | 8 avril 2003          | Nouvelle Orléans | UNO Lakefront Arena               |
| # 21 Birmingham, AL - April 9th 2003            | 9 avril 2003          | Pelham           | Oak Mountain Amphitheatre         |
| # 22 West Palm Beach, FLA - April 11th 2003     | 11 avril 2003         | West Palm Beach  | Sound Advice Amphitheater         |
| # 23 Tampa, FLA - April 13th 2003               | 13 avril 2003         | Tampa            | St. Pete Times Forum              |
| # 24 Raleigh, NC - April 15th 2003              | 15 avril 2003         | Raleigh          | Alltel Pavilion at Walnut Creek   |
| # 25 Charlotte, NC - April 16th 2003            | 16 avril 2003         | Charlotte        | Verizon Wireless Amphitheater     |
| # 26 Nashville, TN - April 18th 2003            | 18 avril 2003         | Antioch          | AmSouth Amphitheater              |
| # 27 Atlanta, GA - April 19th 2003              | 19 avril 2003         | Atlanta          | HiFi Buys Amphitheatre            |
| # 28 Lexington, KY - April 21st 2003            | 21 avril 2003         | Lexington        | Rupp Arena                        |
| # 29 St Louis, MO - April 22nd 2003             | 22 avril 2003         | St Louis         | Savvis Center                     |
| # 30 Champaign, IL - April 23rd 2003            | 23 avril 2003         | Champaign        | Assembly Hall                     |
| # 31 Cleveland, OH - April 25th 2003            | 25 avril 2003         | Cleveland        | Gund Arena                        |
| # 32 Pittsburgh, PA - April 26th 2003           | 26 avril 2003         | Pittsburgh       | Mellon Arena                      |
| # 33 Philadelphia, PA - April 28th 2003         | 28 avril 2003         | Philadelphie     | First Union Spectrum              |
| # 34 Albany, NY - April 29th 2003               | 29 avril 20003        | Albany           | Pepsi Arena                       |
| # 35 Uniondale, NY - April 30th 2003            | 30 avril 2003         | Uniondale        | Nassau Veterans Memorial Coliseum |
| # 36 Buffalo, NY - May 2nd 2003                 | 2 mai 2003            | Buffalo          | HSBC Arena                        |
| # 37 State College, PA - May 3rd 2003 * - # 169 | 3 mai 2003            | State College    | Bryce Jordan Center               |

### Concerts Amérique du Nord 2éme partie et Mexique
| Numéro Titre                            | Date d'enregistrement | Pays       | Ville          | Lieu                             |
| --------------------------------------- | --------------------- | ---------- | -------------- | -------------------------------- |
| # 38 Missoula, MT - May 28th 2003       | 28 mai 2003           | États-Unis | Missoula       | Adams Center                     |
| # 39 Vancouver, BC - May 30th 2003      | 30 mai 2003           | Canada     | Vancouver      | GM Place                         |
| # 40 MT View, CA - June 1rst 2003       | 1er juin 2003         | États-Unis | Mountain View  | Shoreline Amphithéâtre           |
| # 41 Irvine, CA - June 2nd 2003         | 2 juin 2003           | États-Unis | Irvine         | Verizon Wireless Amphitheater    |
| # 42 Irvine, CA - June 3rd 2003         | 3 juin 2000           | États-Unis | Irvine         | Verizon Wireless Amphitheater    |
| # 43 San Diego, CA - June 5th 2003      | 5 juin 2003           | États-Unis | San Diego      | Sports Arena                     |
| # 44 Las Vegas, NV - June 6th 2003      | 6 juin 2003           | États-Unis | Las Vegas      | MGM Grand Garden Arena           |
| # 45 Phoenix, AZ - June 7th 2003        | 7 juin 2003           | États-Unis | Phoenix        | Cricket Pavilion                 |
| # 46 Dallas, TX - June 9th 2003         | 9 juin 2003           | États-Unis | Dallas         | Smirnoff Music Centre            |
| # 47 Little Rock, AR - June 10th 2003   | 10 juin 2003          | États-Unis | Little Rock    | Alltel Arena                     |
| # 48 Kansas City, KS - June 12th 2003   | 12 juin 2003          | États-Unis | Bonner Springs | Verizon Wireless Amphitheater    |
| # 49 Concil Bluffs, IA - June 13th 2003 | 13 juin 2003          | États-Unis | Council Bluffs | Mid-America Center               |
| # 50 Fargo, ND - June 15th 2003         | 15 juin 2003          | États-Unis | Fargo          | Fargodome                        |
| # 51 St Paul, MN - June 16th 2003 *     | 16 juin 2003          | États-Unis | Saint Paul     | Xcel Energy Center               |
| # 52 Chicago, IL - June 18th 2003       | 18 juin 2003          | États-Unis | Chicago        | United Center                    |
| # 54 East Troy, WI - June 21th 2003     | 21 juin 2003          | États-Unis | East Troy      | Alpine Valley Music Theatre      |
| # 55 Noblesville, IN - June 22th 2003   | 22 juin 2003          | États-Unis | Noblesville    | Verizon Wireless Music Center    |
| # 56 Columbus, OH - June 24th 2003      | 24 juin 2003          | États-Unis | Columbus       | Polaris Amphitheater             |
| # 57 Detroit, MI - June 25th 2003       | 25 juin 2003          | États-Unis | Clarkson       | DTE Energy Music Theatre         |
| # 58 Detroit, MI - June 26th 2003       | 26 juin 2003          | États-Unis | Clarkson       | DTE Energy Music Theatre         |
| # 59 Toronto, ON - June 28th 2003       | 28 juin 2003          | Canada     | Toronto        | Molson Amphitheatre              |
| # 60 Montreal, QC - June 29th 2003      | 29 juin 2003          | Canada     | Montréal       | Bell Center                      |
| # 61 Bristow, VA - July 1rst 2003       | 1er juillet 2003      | États-Unis | Bristow        | Nissan Pavilion                  |
| # 62 Mansfield, MA - July 2nd 2003      | 2 juillet 2003        | États-Unis | Mansfield      | Tweeter Center Boston            |
| # 63 Mansfield, MA - July 3rd 2003      | 3 juillet 2003        | États-Unis | Mansfield      | Tweeter Center Boston            |
| # 64 New Jersey, NJ - July 5th 2003     | 5 juillet 2003        | États-Unis | Camden         | Tweeter Center at the Waterfront |
| # 65 New Jersey, NJ - July 6th 2003     | 6 juillet 2003        | États-Unis | Camden         | Tweeter Center at the Waterfront |
| # 66 New York, NY - July 8th 2003 *     | 8 juillet 2003        | États-Unis | New York       | Madison Square Garden            |
| # 67 New York, NY - July 9th 2003 *     | 9 juillet 2000        | États-Unis | New York       | Madison Square Garden            |
| # 68 Mansfield, MA - July 11th 2003 *   | 11 juillet 2003       | États-Unis | Mansfield      | Tweeter Center Boston            |
| # 69 Hershey, PA - July 12th 2003       | 12 juillet 2003       | États-Unis | Hershey        | Hersheypark Stadium              |
| # 70 Holmdale, NJ - July 14th 2003      | 14 juillet 2003       | États-Unis | Holmdel        | PNC Bank Arts Center             |
| # 71 Mexico City - July 17th 2003       | 17 juillet 2003       | Mexique    | Mexico         | Palacio de los Deportes          |
| # 72 Mexico City - July 18th 2003       | 18 juillet 2003       | Mexique    | Mexico         | Palacio de los Deportes          |
| # 73 Mexico City - July 19th 2003       | 19 juillet 2003       | Mexique    | Mexico         | Palacio de los Deportes          |

## Bootlegs 2005
Alors que le groupe est en train de travailler sur son huitième album, il décide de faire une pause et s'embarque sur une tournée de trente quatre dates qui englobe les États-Unis (6 concerts), le Canada (16 concerts), l'Amérique du Sud (9 concerts) et le Mexique (3 concerts). Les bootlegs seront disponibles uniquement sous le format MP3 et disponibles à l'achat sur le site officiel du groupe.
| Numéro Titre                        | Date d'enregistrement | Pays       | Ville          | Lieu                            |
| ----------------------------------- | --------------------- | ---------- | -------------- | ------------------------------- |
| # 1 George, WA / Sept.1st           | 1er septembre 2005    | États-Unis | George         | The Gorge                       |
| # 2 Vancouver, BC / Sept. 2nd       | 2 septembre 2005      | Canada     | Vancouver      | General Motors Place            |
| # 3 Calgary, AB / Sept. 4th         | 4 septembre 2005      | Canada     | Calgary        | Pengrowth Saddledome            |
| # 4 Edmonton, AB / Sept. 5th        | 5 septembre 2005      | Canada     | Edmonton       | Rexall Place                    |
| # 5 Saskatoon, SK / Sept. 7th       | 7 septembre 2005      | Canada     | Saskatoon      | Credit Union Center             |
| # 6 Winnipeg, MB / Sept. 8th        | 8 septembre 2005      | Canada     | Winnipeg       | MTS Life Centre                 |
| # 7 Thunder Bay, ON / Sept. 9th     | 9 septembre 2005      | Canada     | Thunder Bay    | Fort William Gardens            |
| # 8 Kitchener, ON / Sept. 11th      | 11 septembre 2005     | Canada     | Kitchener      | Kitchener Memorial Auditorium   |
| # 9 London, ON / Sept. 12 th        | 12 septembre 2005     | Canada     | London         | John Labatt Centre              |
| # 10 Hamilton, ON / Sept. 13th      | 12 septembre 2005     | Canada     | Hamilton       | Copps Coliseum                  |
| # 11 Montreal, BC / Sept. 15th      | 15 septembre 2005     | Canada     | Montréal       | Bell Centre                     |
| # 12 Ottawa, ON / Sept. 16th        | 16 septembre 2005     | Canada     | Ottawa         | Corel Centre                    |
| # 13 Toronto, ON / Sept. 19th       | 19 septembre 2005     | Canada     | Toronto        | Air Canada Center               |
| # 14 Quebec City, QC / Sept. 20th   | 20 septembre 2005     | Canada     | Québec         | Colisée Pepsi                   |
| # 15 Halifax, NS / Sept. 22nd       | 22 septembre 2005     | Canada     | Halifax        | Halifax Metro Center            |
| # 16 St. John's, NL / Sept. 24th    | 24 septembre 2005     | Canada     | St.John's      | Mile One Centre                 |
| # 17 St. John's, NL / Sept. 25th    | 25 septembre 2005     | Canada     | St.John's      | Mile One Centre                 |
| # 18 Atlantic City, NJ / Sept. 30th | 30 septembre 2005     | États-Unis | Atlantic City  | Borgata Event Center            |
| # 19 Atlantic City, NJ / Oct. 1rst  | 1er octobre 2005      | États-Unis | Atlantic City  | Borgata Event Center            |
| # 20 Philadelphia, PA / Oct. 3rd    | 3 octobre 2005        | États-Unis | Philadelphie   | Wachovia Center                 |
| # 21 Santiago, CHI / Nov. 22nd      | 22 novembre 2005      | Chili      | Santiago       | Estadio San Carlos de Apoquindo |
| # 22 Santiago, CHI / Nov. 23rd      | 23 novembre 2005      | Chili      | Santiago       | Estadio San Carlos de Apoquindo |
| # 23 Buenos Aires, ARG / Nov. 25th  | 25 novembre 2005      | Argentine  | Buenos Aires   | Ferro Carril Oeste              |
| # 24 Buenos Aires, ARG / Nov. 26th  | 26 novembre 2005      | Argentine  | Buenos Aires   | Ferro Carril Oeste              |
| # 25 Porto Alegre, BRA / Nov. 28th  | 28 novembre 2005      | Brésil     | Porto Alegre   | Ginásio Gigantinho              |
| # 26 Curitiba, BRA / Nov. 30th      | 30 novembre 2005      | Brésil     | Curitiba       | Pedreira Paulo Leminski         |
| # 27 Sao Paulo, BRA / Dec. 2nd      | 2 décembre 2005       | Brésil     | São Paulo      | Pacaembu                        |
| # 28 Sao Paulo, BRA / Dec. 3rd      | 3 décembre 2005       | Brésil     | São Paulo      | Pacaembu                        |
| # 29 Rio De Janeiro, BRA / Dec. 4th | 4 décembre 2005       | Brésil     | Rio de Janeiro | Praça da Apoteose               |
| # 30 Monterrey, MX / Dec. 7th       | 7 décembre 2005       | Mexique    | Monterrey      | Auditorio Coca Cola             |
| # 31 Mexico City, MX / Dec.9th      | 9 décembre 2005       | Mexique    | Mexico         | Palacio de los Deportes         |
| # 32 Mexico City, MX / Dec.10th     | 10 décembre 2005      | Mexique    | Mexico         | Palacio de los Deportes         |

## Bootlegs 2006
Pour promouvoir son huitiéme album studio, intitulé simplement Pearl Jam, le groupe entreprent une nouvelle tournée de soixante huit dates qui englobe les États-Unis (34 concerts), Le Canada (2 concerts), l' Europe (23 concerts) et l' Australie (12 concerts). Les bootlegs seront disponibles uniquement sous le format MP3 et FLAC disponibles à l'achat sur le site officiel du groupe deux ou trois jours après le concert.

### Amérique du Nord
| North America First Leg     |                 |                  |                               |                                |
| # 1 5.9.06 Toronto          | 9 mai 2006      | Canada           | Toronto                       | Air Canada Centre              |
| # 2 5.10.06 Toronto         | 10 mai 2006     | Canada           | Toronto                       | Air Canada Centre              |
| # 3 5.12.06 Albany          | 12 mai 2006     | États-Unis       | Albany                        | Pepsi Arena                    |
| # 4 5.13.06 Hartford        | 13 mai 2006     | États-Unis       | Hartford                      | New England Dodge Music Center |
| # 5 5.16.06 Chicago         | 16 mai 2006     | États-Unis       | Chicago                       | United Center                  |
| # 6 5.17.06 Chicago         | 17 mai 2006     | États-Unis       | Chicago                       | United Center                  |
| # 7 5.19.06 Grand Rapids    | 19 mai 2006     | États-Unis       | Grand Rapids                  | Van Andel Arena                |
| # 8 5.20.06 Cleveland       | 20 mai 2006     | États-Unis       | Cleveland                     | Quicken Loans Arena            |
| # 9 5.22.06 Detroit         | 22 mai 2006     | États-Unis       | Detroit                       | The Palace of Auburn Hills     |
| # 10 5.24.06 Boston         | 24 mai 2006     | États-Unis       | Boston                        | TD Garden                      |
| # 11 5.25.06 Boston         | 25 mai 2006     | États-Unis       | Boston                        | TD Garden                      |
| # 12 5.27.06 Camden         | 27 mai 2006     | États-Unis       | Camden                        | Tweeter Center                 |
| # 13 5.28.06 Camden         | 28 mai 2006     | États-Unis       | Camden                        | Tweeter Center                 |
| # 14 5.30.06 Washington     | 30 mai 2006     | États-Unis       | Washington                    | MCI Center                     |
| # 15 6.1.06 East Rutherford | 1er juin 2006   | États-Unis       | East Rutherford               | Continental Airlines Arena     |
| # 16 6.3.06 East Rutherford | 3 juin 2006     | États-Unis       | East Rutherford               | Continental Airlines Arena     |
| North America Second Leg    |                 |                  |                               |                                |
| # 17 6.23.06 Pittsburgh     | 23 juin 2006    | États-Unis       | Pittsburgh                    | Mellon Arena                   |
| # 18 6.24.06 Cincinnati     | 24 juin 2006    | Cincinnati       | US Bank Arena                 |                                |
| # 19 6.26.06 ST. Paul       | 26 juin 2006    | Saint Paul       | Xcel Energy Center            |                                |
| # 20 6.27.06 ST.Paul        | 27 juin 2006    | Saint Paul       | Xcel Energy Center            |                                |
| # 21 6.29.06 Milwaukee      | 29 juin 2006    | Milwaukee        | Marcus Amphitheater           |                                |
| # 22 6.30.06 Milwaukee      | 30 juin 2006    | Milwaukee        | Marcus Amphitheater           |                                |
| # 23 7.2.06 Denver          | 2 juillet 2006  | Denver           | Pepsi Center                  |                                |
| # 24 7.3.06 Denver          | 3 juillet 2006  | Denver           | Pepsi Center                  |                                |
| # 25 7.6.06 Las Vegas       | 6 juillet 2006  | Nevada Las Vegas | MGM Grand Garden Arena        |                                |
| # 26 7.7.06 San Diego       | 7 juillet 2006  | San Diego        | Cox Arena                     |                                |
| # 27 7.9.06 Los Angeles     | 9 juillet 2006  | Inglewood        | The Forum                     |                                |
| # 28 7.10.06 Los Angeles    | 10 juillet 2006 | Inglewood        | The Forum                     |                                |
| # 29 7.13.06 Santa Barbara  | 13 juillet 2006 | Santa Barbara    | The Bowl                      |                                |
| # 30 7.15.06 San Fransisco  | 15 juillet 2006 | San Fransisco    | Bill Graham Civic Auditorium  |                                |
| # 31 7.16.06 San Fransisco  | 16 juillet 2006 | San Fransisco    | Bill Graham Civic Auditorium  |                                |
| # 32 7.18.06 San Fransisco  | 18 juillet 2006 | San Fransisco    | Bill Graham Civic Auditorium  |                                |
| # 33 7.20.06 Portland       | 20 juillet 2006 | Portland         | Arlene Schnitzer Concert Hall |                                |
| # 34 7.22.06 George         | 22 juillet 2006 | George           | The Gorge Amphitheatre        |                                |
| # 35 7.23.06 George         | 23 juillet 2006 | George           | The Gorge Amphitheatre        |                                |

### Bootlegs Europe
| Numéro Titre                     | Date d'enregistrement | Pays               | Ville           | Lieu                                  |
| -------------------------------- | --------------------- | ------------------ | --------------- | ------------------------------------- |
| # 36 8.23.06 Dublin              | 23 août 2006          | Irlande            | Dublin          | The Point Theatre                     |
| # 37 8.25.06 Leeds               | 25 août 2006          | Angleterre         | Leeds           | Leeds Festival                        |
| # 38 8.27.06 Reading             | 27 août 2006          | Angleterre         | Reading         | Reading Festival                      |
| # 39 8.29.06 Arnhem              | 29 août 2006          | Pays-Bas           | Arnhem          | Gelredome                             |
| # 40 8.30.06 Antwerp             | 30 août 2006          | Belgique           | Antwerp         | Sportpaleis                           |
| # 41 9.1.06 Barcelona            | 1er septembre 2006    | Espagne            | Barcelone       | Palau Municipal d'Esports de Badalona |
| # 42 9.2.06 Azkena Rock Festival | 2 septembre 2006      | Espagne            | Vitoria-Gasteiz | Azkena Rock Festival                  |
| # 43 9.4.06 Lisbon               | 4 septembre 2006      | Portugal           | Lisbonne        | Pavilhão Atlântico                    |
| # 44 9.5.06 Lisbon               | 5 septembre 2006      | Portugal           | Lisbonne        | Pavilhão Atlântico                    |
| # 45 9.7.06 Madrid               | 7 septembre 2006      | Espagne            | Madrid          | Palacio de Deportes                   |
| # 46 9.9.06 Marseille            | 9 septembre 2006      | France             | Marseille       | Le Dôme                               |
| # 47 9.11.06 Paris               | 11 septembre 2006     | France             | Paris           | Palais omnisports de Paris-Bercy      |
| # 48 9.13.06 Bern                | 13 septembre 2006     | Suisse             | Berne           | BernArena                             |
| # 49 9.14.06 Bologna             | 14 septembre 2006     | Italie             | Bologne         | PalaMalaguti                          |
| # 50 9.16.06 Verona              | 16 septembre 2006     | Italie             | Vérone          | Arènes de Vérone                      |
| # 51 9.17.06 Milan               | 17 septembre 2006     | Italie             | Milan           | Fila Forum                            |
| # 52 9.19.06 Torino              | 19 septembre 2006     | Italie             | Turin           | Pala Isozaki                          |
| # 53 9.20.06 Pistoia             | 20 septembre 2006     | Italie             | Pistoia         | Plazza del Duomo                      |
| # 54 9.22.06 Prague              | 22 septembre 2006     | République tchèque | Prague          | Sazka Arena                           |
| # 55 9.23.06 Berlin              | 23 septembre 2006     | Allemagne          | Berlin          | Parkbühne Wuhlheide                   |
| # 56 9.25.06 Vienna              | 25 septembre 2006     | Autriche           | Vienne          | Wiener Stadthalle                     |
| # 57 9.26.06 Zagreb              | 26 septembre 2006     | Croatie            | Zagreb          | Dom Sportova                          |
| # 58 9.30.06 Athens              | 30 septembre 2006     | Grèce              | Athènes         | OAKA Sports Hall                      |

### Bootlegs Australie et Hawaï
| Numéro Titre            | Date d'enregistrement | Pays       | Ville     | Lieu                           |
| ----------------------- | --------------------- | ---------- | --------- | ------------------------------ |
| # 59 11.7.06 Sydney     | 7 novembre 2006       | Australie  | Sydney    | Acer Arena                     |
| # 60 11.8.06 Sydney     | 8 novembre 2006       | Australie  | Sydney    | Acer Arena                     |
| # 61 11.10.06 Brisbane  | 10 novembre 2006      | Australie  | Brisbane  | Brisbane Entertainment Centre  |
| # 62 11.11.06 Brisbane  | 11 novembre 2006      | Australie  | Brisbane  | Brisbane Entertainment Centre  |
| # 63 11.13.06 Melbourne | 13 novembre 2006      | Australie  | Melbourne | Rod Laver Arena                |
| # 64 11.14.06 Melbourne | 14 novembre 2006      | Australie  | Melbourne | Rod Laver Arena                |
| # 65 11.16.06           | 16 novembre 2006      | Australie  | Melbourne | Rod Laver Arena                |
| # 66 11.18.06 Sydney    | 18 novembre 2006      | Australie  | Sydney    | Acer Arena                     |
| # 67 11.19.06 Newcastle | 19 novembre 2006      | Australie  | Newcastle | Newcastle Entertainment Centre |
| # 68 11.21.06 Adelaide  | 21 novembre 2006      | Australie  | Adélaïde  | Adelaide Entertainment Centre  |
| # 69 11.22.06 Adelaide  | 22 novembre 2006      | Australie  | Adélaïde  | Adelaide Entertainment Centre  |
| # 70 11.25.06 Perth     | 25 novembre 2006      | Australie  | Perth     | Subiaco Oval                   |
| # 71 12.2.06 Honolulu   | 2 décembre 2006       | États-Unis | Honolulu  | Neal S. Blaisdell Center       |

## Bootlegs 2008
Pearl Jam réalise une courte tournée (12 concerts) européenne en juin 2007 mais décide de ne pas sortir de bootleg. Ils donnent également, le 2 août 2007, un concert au Vic Theatre de Chicago qui sera disponible en téléchargement et en CD.
En 2008 le groupe embarque pour une tournée américaine de 14 dates. La tournée est consacrée à la Côte est des États-Unis. Elle démarre le 11 juin 2008 à West Palm Beach en  Floride et se termine le 30 juin 2008 à Mansfield.
| Numéro Titre                         | Date d'enregistrement | Ville                | Lieu                          |
| ------------------------------------ | --------------------- | -------------------- | ----------------------------- |
| # 1 June 11 2008 West Palm Beach, FL | 11 juin 2008          | West Palm Beach      | Cruzan Amphitheatre           |
| # 2 June 12 2008 Tampa, FL           | 12 juin 2008          | Tampa                | St. Pete Times Forum          |
| # 3 June 14 2008 Manchester, TN      | 14 juin 200           | Manchester           | Bonnaroo Music Festival       |
| # 4 June 16 2008 Columbia, SC        | 16 juin 2008          | Columbia             | Colonial Center               |
| # 5 June 17 2008 Virginia Beach, VA  | 17 juin 2008          | Virginia Beach       | Verizon Wireless Amphitheater |
| # 6 June 19 2008 Camden, NJ          | 19 juin 2008          | Camden               | Susquehanna Bank Center       |
| # 7 June 20 2008 Camden, NJ          | 20 juin 2008          | Camden               | Susquehanna Bank Center       |
| # 8 June 22 2008 Washington, DC      | 22 juin 2008          | Washington           | Verizon Arena                 |
| # 9 June 24 2008 New York, NY        | 24 juin 2008          | New York             | Madison Square Garden         |
| # 10 June 25 2008 New York           | 25 juin 2008          | New York             | Madison Square Garden         |
| # 11 June 27 2008 Hartford           | 27 juin 2008          | Connecticut Hartford | Dodge Music Center            |
| # 12 June 28 2008                    | 28 juin 2008          | Mansfield            | Comcast Center                |
| # 13 June 30 2008                    | 30 juin 2008          | Mansfield            | Comcast Center                |

## Bootlegs 2009 - 2010
Pearl Jam met en place une tournée pour promouvoir son neuvième album studio, Backspacer. Elle s'étale sur les années 2009 et 2010 et commence à Londres le 11 août 2009. Le groupe donne cinq Concerts en Europe avant de retourner en Amérique du Nord (19 concerts) et terminer l'année par sept concerts en Nouvelle-Zélande et en Australie. Le groupe fait une pause jusqu'en mai et reprend par 14 concerts aux États-Unis et termine la tournée en Europe par onze shows. Les bootlegs sont disponibles en téléchargement MP3, FLAC et en CD (gravure sur commande) sur le site du groupe. Le concert donné à Calgary dans le cadre du Virgin Festival donne lui aussi à une version "bootleg".

### Bootlegs 2009
| # 1 August 8 2009 Calgary, AB             | 8 août 2009       | Canada           | Calgary          | Virgin Festival                               |
| Europe                                    |                   |                  |                  |                                               |
| # 2 August 11 2009 London, UK             | 11 août 2009      | Angleterre       | Londres          | Shepherd's Bush Empire                        |
| # 3 August 13 2009 Rotterdam, NL          | 13 août 2009      | Pays-Bas         | Rotterdam        | Rotterdam Ahoy                                |
| # 4 August 15 2009 Berlin , DE            | 15 août 2009      | Allemagne        | Berlin           | Parkbühne Wuhlheide                           |
| # 5 August 17 2009 Manchester, UK         | 17 août 2009      | Angleterre       | Manchester       | Evening News Arena                            |
| # 6 August 18 2009 London, UK             | 18 août 2009      | Angleterre       | Londres          | O2 Arena                                      |
| Amerique du Nord                          |                   |                  |                  |                                               |
| # 7 August 21 2009 Toronto, ON            | 21 août 2009      | Canada           | Toronto          | Molson Amphitheatre                           |
| # 8 August 23 2009 Chicago, IL            | 23 août 2009      | États-Unis       | Chicago          | United Center                                 |
| # 9 August 24 2009 Chicago, IL            | 24 août 2009      | États-Unis       | Chicago          | United Center                                 |
| # 10 August 28 2009 San Fransisco, CA     | 28 août 2009      | États-Unis       | San Fransisco    | Outside Lands Festival Golden Gate Park       |
| # 11 September 21 2009 Seattle, WA        | 21 septembre 2009 | États-Unis       | Seattle          | KeyArena                                      |
| # 12 September 22 2009 Seattle, WA        | 22 septembre 2009 | États-Unis       | Seattle          | KeyArena                                      |
| # 13 September 25 2009, Vancouver, BC     | 25 septembre 2009 | Canada           | Vancouver        | GM Place                                      |
| # 14 September 26 2009 Portland, Or       | 26 septembre 2009 | États-Unis       | Ridgefield       | The Amphitheater at Clark County              |
| # 15 September 28 2009 Salt Lake City, UT | 28 septembre 2009 | États-Unis       | West Valley City | E Center                                      |
| # 16 September 30 2009 Universal City, CA | 30 septembre 2009 | États-Unis       | Universal City   | Gibson Amphitheatre                           |
| # 17 October 01 2009 Universal City, CA   | 1er octobre 2009  | États-Unis       | Universal City   | Gibson Amphitheatre                           |
| # 18 October 04 2009 Austin, TX           | 4 octobre 2009    | États-Unis       | Austin           | Austin City Limits Music Festival Zilker Park |
| # 19 October 06 2009 Universal City, CA   | 6 octobre 2009    | États-Unis       | Universal City   | Gibson Amphitheatre                           |
| # 20 October 07 2009 Universal City, CA   | 7 octobre 2009    | États-Unis       | Universal City   | Gibson Amphitheatre                           |
| # 21 October 09 2009 San Diego, CA        | 9 septembre 2009  | États-Unis       | San Diego        | Viejas Arena                                  |
| # 22 October 27 2009 Philadelphia, PA     | 27 octobre 2009   | États-Unis       | Philadelphie     | Wachovia Spectrum                             |
| # 23 October 28 2009 Philadelphia, PA     | 28 octobre 2009   | États-Unis       | Philadelphie     | Wachovia Spectrum                             |
| # 23 October 29 2009 Philadelphia, PA     | 29 octobre 2009   | États-Unis       | Philadelphie     | Wachovia Spectrum                             |
| # 24 October 30 2009 Philadelphia, PA     | 30 octobre 2009   | États-Unis       | Philadelphie     | Wachovia Spectrum                             |
| Australie & Nouvelle-Zélande              |                   |                  |                  |                                               |
| # 25 November 14 2009 Perth, AUS          | 14 novembre 2009  | Australie        | Perth            | Member Equity Stadium                         |
| # 26 November 17 2009 Adelaide, AUS       | 17 novembre 2009  | Australie        | Adélaïde         | Adelaide Oval                                 |
| # 27 November 20 2009 Melbourne, AUS      | 20 novembre 2009  | Australie        | Melbourne        | Etihad Stadium                                |
| # 28 November 22 2009 Sydney, AUS         | 22 novembre 2009  | Australie        | Sydney           | Sydney Football Stadium                       |
| # 29 November 25 2009 Brisbane, AUS       | 25 novembre 2009  | Australie        | Brisbane         | Queensland Sport and Athletics Centre         |
| # 30 November 27 2009 Auckland, NZ        | 27 novembre 2009  | Nouvelle-Zélande | Auckland         | Mount Smart Stadium                           |
| # 31 Novembre 29 2009 Christchurch, NZ    | 29 novembre 2009  | Nouvelle-Zélande | Christchurch     | AMI Stadium                                   |

### Bootlegs 2010
| États-Unis                     |                       |                  |                                      |
| Numéro Titre                   | Date d'enregistrement | Ville            | Lieu                                 |
| # 1 05-01-2010 New Orleans, LA | 1er mai 2010          | Nouvelle-Orléans | New Orleans Jazz & Heritage Festival |
| # 2 05-03-2010 Kansas City, MO | 3 mai 2010            | Kansas City      | Sprint Center                        |
| # 3 05-04-2010 St. Louis, MO   | 4 mai 2010            | St. Louis        | Scottrade Center                     |
| # 4 05-06-2010 Columbus, OH    | 6 mai 2010            | Columbus         | Nationwide Arena                     |
| # 5 05-07-2010 Noblesville, IN | 7 mai 2010            | Noblesville      | Verizon Wireless Amphitheatre        |
| # 6 05-09-2010 Cleveland, OH   | 9 mai 2010            | Cleveland        | Quicken Loans Arena                  |
| # 7 05-10-2010 Buffalo, NY     | 10 mai 2010           | Buffalo          | HSBC Arena                           |
| # 8 05-13-2010 Bristow, VA     | 13 mai 2010           | Bristow          | Jiffy Lube Live                      |
| # 9 05-15-2010 Hartford, CT    | 15 mai 2010           | Hartford         | XL Center                            |
| # 10 05-17-2010 Boston, MA     | 17 mai 2010           | Boston           | TD Garden                            |
| # 11 05-18-2010 Newark, NJ     | 18 mai 2010           | Newark           | Prudential Center                    |
| # 12 05-20-2010 New York, NY   | 20 mai 2010           | New York         | Madison Square Garden                |
| # 13 05-21-2010 New york, NY   | 21 mai 2010           | New York         | Madison Square Garden                |

| Europe                                   |                       |                 |          |                                      |
| Numéro Titre                             | Date d'enregistrement | Pays            | Ville    | Lieu                                 |
| # 14 06-22-2010 Dublin, Ireland          | 22 juin 2010          | Irlande         | Dublin   | The O2                               |
| # 15 06-22-2010 Belfast, Nothern Ireland | 22 juin 2010          | Irlande du Nord | Belfast  | Odyssey Arena                        |
| # 16 06-25-2010 London, England          | 25 juin 2010          | Angleterre      | Londres  | Hard Rock Calling Festival Hyde Park |
| # 17 06-27-2010 Nijmegen, Holland        | 27 juin 2010          | Pays-Bas        | Nimègue  | Rockin' Park Festival Goffertpark    |
| # 18 06-30-2010 Berlin, Germany          | 30 juin 2010          | Allemagne       | Berlin   | Kindl Bühne Wuhlheide                |
| # 19 07-01-2010, Gdynia, Poland          | 1er juillet 2010      | Pologne         | Gdynia   | Open'er Festival                     |
| # 20 07-03-2010 Arras, France            | 3 juillet 2010        | France          | Arras    | Main Square Festival                 |
| # 21 07-04-2010 Werchter, Belgium        | 4 juillet 2010        | Belgique        | Werchter | Rock Werchter Festival               |
| # 22 07-06-2010 Venice, Italy            | 6 juillet 2010        | Italie          | Venise   | Heineken Jammin' Festival            |
| # 23 07-09-2010, Bilbao, Spain           | 9 juillet 2010        | Espagne         | Bilbao   | Bilbao BBK Live Festival             |
| # 24 07-10-2010 Oeiras                   | 10 juillet 2010       | Portugal        | Oeiras   | Optimus Alive! Festival              |

## Bootlegs 2011 - 2014

### Bootlegs 2011
Pour la sortie de l'album en public Pearl Jam Twenty ou PJ 20 et de la bande son du film du même nom le groupe embarque pour une mini tournée de 22 concerts (2 aux États-Unis, 10 au Canada et 10 en Amérique Latine). La tournée commence par une participation aux deux concerts (3 & 4 septembre 2011) donnés au Alpine Valley Music Theatre de East Troy dans le Wisconsin dans le cadre du festival. Ces deux concerts ne verront pas de sortie en bootleg. Le dernier concert de la tournée est donné à Mexico et ne donne pas lieu à une sortie en "bootleg".
| Canada                           |                       |           |                       |
| Numéro Titre                     | Date d'enregistrement | Ville     | Lieu                  |
| # 1 9-7-2011 Montreal, Canada    | 7 septembre 2011      | Montréal  | Centre Bell           |
| # 2 9-11-2011 Toronto, Canada    | 11 septembre 2011     | Toronto   | Air Canada Center     |
| # 3 9-12-2011 Toronto, Canada    | 12 septembre 2011     | Toronto   | Air Canada Center     |
| # 4 9-14-2011 Ottawa, Canada     | 14 septembre 2011     | Ottawa    | Scotia Bank Place     |
| # 5 9-15-2011 Hamilton, Canada   | 15 septembre 2011     | Hamilton  | Copps Cliseum         |
| # 6 9-17-2011 Winnipeg, Canada   | 17 septembre 2011     | Winnipeg  | MTS Center            |
| # 7 9-19-2011 Saskatoon, Canada  | 19 septembre 2011     | Saskatoon | Credit Union Centre   |
| # 8 9-21-2011 Calgary, Canada    | 21 septembre 2011     | Calgary   | Scotiabank Saddledome |
| # 9 9-23-2011 Edmonton, Canada   | 23 septembre 2011     | Edmonton  | Rexall Place          |
| # 10 9-25-2011 Vancouver, Canada | 25 septembre 2011     | Vancouver | Pacific Coliseum      |

| Amérique Latine                       |                       |                  |                |                                |
| Numéro Titre                          | Date d'enregistrement | Pays             | Ville          | Lieu                           |
| # 11 11-03-2011 Sao Paulo, Brazil     | 3 novembre 2011       | Brésil           | São Paulo      | Estádio do Morumbi             |
| # 12 11-04-2011 Sao Paulo, Brazil     | 4 novembre 2011       | Brésil           | São Paulo      | Estádio do Morumbi             |
| #13 11-06-2011 Rio de Janeiro, Brazil | 6 novembre 2011       | Brésil           | Rio de Janeiro | Praça da Apoteose              |
| # 14 11-09-2011 Curitiba, Brazil      | 9 novembre 2011       | Brésil           | Curitiba       | Estádio Vila Capanema          |
| # 15 11-11-2011 Porto Alegre, Brazil  | 11 novembre 2011      | Brésil           | Porto Alegre   | Estádio Zequinha               |
| # 16 11-13-2011 La Plata, Argentina   | 13 septembre 2011     | Argentine        | La Plata       | Stade Ciudad de La Plata       |
| # 17 11-16-2011 Santiago, Chile       | 16 novembre 2011      | Drapeau du Chili | Santiago       | Estadio Monumental             |
| # 18 11-18-2011 Lima, Peru            | 18 novembre 2011      | Pérou            | Lima           | Estadio San Marcos             |
| # 19 11-20-2011 San Jose, Costa Rica  | 20 novembre 2011      | Costa Rica       | San José       | Estadio National de Costa Rica |

### Bootlegs 2012
En 2012, sans avoir d'album à promouvoir, le groupe embarque pour une tournée européenne de 13 dates et de 4 dates aux États-Unis
| Europe                           |                       |                    |            |                            |
| Numéro Titre                     | Date d'enregistrement | Pays               | Ville      | Lieu                       |
| # 1 Manchester 06-20-2012        | 20 juin 2012          | Angleterre         | Manchester | Manchester Arena           |
| # 2 Manchester 06-21-2012        | 21 juin 2012          | Angleterre         | Manchester | Manchester Arena           |
| # 3 Isle of Wight 06-23-2012     | 23 juin 2012          | Angleterre         | Newport    | Festival de l'île de Wight |
| # 4 Amsterdam 06-26-2012         | 26 juin 2012          | Pays-Bas           | Amsterdam  | Ziggo Dome                 |
| # 5 Amsterdam 06-27-2012         | 27 juin 2012          | Pays-Bas           | Amsterdam  | Ziggo Dome                 |
| # 6 Rock Werchter 06-29-2012     | 29 juin 2012          | Belgique           | Werchter   | Rock Werchter Festival     |
| # 7 Arras 06-30-2012             | 30 juin 2012          | France             | Arras      | Main Square Festival       |
| # 8 Prague 07-02-2012            | 2 juillet 2012        | République tchèque | Prague     | O2 Arena                   |
| # 9 Berlin 07-04-2012            | 4 juillet 2012        | Allemagne          | Berlin     | O2 World                   |
| # 10 Berlin 07-05-2012           | 5 juillet 2012        | Allemagne          | Berlin     | O2 World                   |
| # 11 Stockholm 07-07-2012        | 7 juillet 2012        | Suède              | Stockholm  | Ericsson Globe             |
| # 12 Oslo 07-09-2012             | 9 juillet 2012        | Norvège            | Oslo       | Oslo Spektrum              |
| # 13 Copenhagen 07-10-2012       | 10 juillet 2012       | Danemark           | Copenhague | Forum Copenhagen           |
| Amérique du Nord                 |                       |                    |            |                            |
| # 14 De Luna Festival 09-21-2012 | 21 septembre 2012     | États-Unis         | Pensacola  | DeLuna Fest                |
| # 15 Music Midtown 09-22-2012    | 22 septembre 2012     | États-Unis         | Atlanta    | Music Midtown Fest         |
| # 16 Missoula 09-30-2012         | 30 septembre 2012     | États-Unis         | Missoula   | Adams Center               |

### Bootlegs 2013
Le groupe commence l'année par 3 concerts en Amérique du Sud donnés lors de festivals puis à partir d'octobre, tournée mondiale de promotion de l'album Lightning Bolt. La tournée occupera aussi le groupe une bonne partie de l'année 2014. En Tout 57 concerts qui donneront autant de bootlegs.
| Amérique du Sud                            |                       |            |                     |                                                 |
| Numéro Titre                               | Date d'enregistrement | Pays       | Ville               | Lieu                                            |
| # 1 Sao Paulo 2013                         | 31 mars 2013          | Brésil     | São Paulo           | Lollapalooza Brasil (Jockey Club)               |
| # 2 Buenos Aires 2013                      | 3 avril 2013          | Argentine  | Buenos Aires        | Pepsi Music Festival (Estadio Obras Sanitarias) |
| # 3 Santiago Chile 2013                    | 6 avril 2013          | Chili      | Santiago            | Lollapalooza Chile (O'Higgins Park)             |
| Amérique du Nord                           |                       |            |                     |                                                 |
| # 4 Pittsburgh, PA, October 10, 2013       | 10 octobre 2013       | États-Unis | Pittsburgh          | Consol Energy Center                            |
| # 5 Buffalo, NY, October 12, 2013          | 12 octobre 2013       | États-Unis | Buffalo             | First Niagara Center                            |
| # 6 Worcester, MA, october 15, 2013        | 15 octobre 2013       | États-Unis | Worcester           | DCU Center                                      |
| # 7 Worchester, MA, October 16, 2013       | 16 octobre 2013       | États-Unis | Worcester           | DCU Center                                      |
| # 8 Brooklyn, NY, October 18, 2013         | 18 octobre 2013       | États-Unis | Brooklyn            | Barclays Center                                 |
| # 9 Brooklyn, NY, October 19, 2013         | 19 octobre 2013       | États-Unis | Brooklyn            | Barclays Center                                 |
| # 10 Philadelphia, PA, October 21, 2013    | 21 octobre 2013       | États-Unis | Philadelphie        | Wells Fargo Center                              |
| # 11 Philadelphia, PA, October 22, 2013    | 22 octobre 2013       | États-Unis | Philadelphie        | Wells Fargo Center                              |
| # 12 Hartford, CT, Octobre 25, 2013        | 25 octobre 2013       | États-Unis | Hartford            | XL Center                                       |
| # 13 Baltimore, MD, October 27, 2013       | 27 octobre 2013       | États-Unis | Baltimore           | 1st Mariner Arena                               |
| # 14 Charlottesville, VA, Octobre 29, 2013 | 29 octobre 2013       | États-Unis | Charlottesville     | John Paul Jones Arena                           |
| # 15 Charlotte, NC, October 30, 2013       | 30 octobre 2013       | États-Unis | Charlotte           | Time Warner Cable Arena                         |
| # 16 New Orleans, LA, November 1, 2013     | 1er novembre 2013     | États-Unis | Nouvelle-Orléans    | City Park Voodoo Festival                       |
| # 17 Dallas, TX, November 15, 2013         | 15 novembre 2013      | États-Unis | Dallas              | American Airlines Center                        |
| # 18 Oklahoma City, OK, November 16, 2013  | 16 novembre 2013      | États-Unis | Oklahoma City       | Chesapeake Energy Arena                         |
| # 19 Phoenix, AZ, November 19, 2013        | 19 novembre 2013      | États-Unis | Phoenix             | Jobing.com Arena                                |
| # 20 San Diego, CA, November 21, 2013      | 21 novembre 2013      | États-Unis | San Diego           | Viejas Arena                                    |
| # 21 Los Angeles, CA, November 23, 2013    | 23 novembre 2013      | États-Unis | Los Angeles         | LA Sports Arena                                 |
| # 22 Los Angeles, CA, November 24, 2013    | 24 novembre 2013      | États-Unis | Los Angeles         | LA Sports Arena                                 |
| # 23 Oakland, CA, November 26, 2013        | 26 novembre 2013      | États-Unis | Oakland             | Oracle Arena                                    |
| # 24 Portland, OR, November 29, 2013       | 29 novembre 2013      | États-Unis | Drapeau de l'Oregon | Rose Garden                                     |
| # 25 Spokane, WA, November 30, 2013        | 30 novembre 2013      | États-Unis | Spokane             | Spokane Arena                                   |
| # 26 Calgary, AB, December 2, 2013         | 2 décembre 2013       | Canada     | Calgary             | Scotiabank Saddledome                           |
| # 27 Vancouver, BC, December 4, 2013       | 4 décembre 2013       | Canada     | Vancouver           | Rogers Arena                                    |
| # 28 Seattle, WA, December 6, 2013         | 6 décembre 2013       | États-Unis | Seattle             | Key Arena                                       |

### Bootlegs 2014
| Océanie                               |                       |                  |               |                                       |
| Numéro Titre                          | Date d'enregistrement | Pays             | Ville         | Lieu                                  |
| # 1 Auckland, NZ, January 17, 2014    | 17 janvier 2014       | Nouvelle-Zélande | Auckland      | Big Day Out Western Springs Stadium   |
| # 2 Gold Coast, AU, January 19, 2014  | 19 janvier 2014       | Australie        | Gold Coast    | Big Day Out Metricon Stadium          |
| # 3 Melbourne, AU, January 24, 2014   | 24 janvier 2014       | Australie        | Melbourne     | Big Day Out Flemington Racecourse     |
| # 4 Sydney, AU, January 26, 2014      | 26 janvier 2014       | Australie        | Sydney        | Big Day Out Sydney Showground Stadium |
| # 5 Adelaide, AU, January 31, 2014    | 31 janvier 2014       | Australie        | Adélaïde      | Big Day Out Bonython Park             |
| # 6 Perth, AU, February 2, 2014       | 2 février 2014        | Australie        | Perth         | Big Day Out Arena Joondalup           |
| Europe                                |                       |                  |               |                                       |
| # 7 Amsterdam, NL, June 16, 2014      | 16 juin 2014          | Pays-Bas         | Amsterdam     | Ziggo Dome                            |
| # 8 Amsterdam, NL, June 17, 2014      | 17 juin 2014          | Pays-Bas         | Amsterdam     | Ziggo Dome                            |
| # 9 Milan, IT, June 20, 2014          | 20 juin 2014          | Italie           | Milan         | Stade San Siro                        |
| # 10 Trieste, IT, June 22, 2014       | 22 juin 2014          | Italie           | Trieste       | Stadio Nereo Rocco                    |
| # 11 Vienna, AT, June 25, 2014        | 25 juin 2014          | Autriche         | Vienne        | Wiener Stadthalle                     |
| # 12 Berlin, DE, June 26, 2014        | 26 juin 2014          | Allemagne        | Berlin        | Parkbühne Wuhlheide                   |
| # 13 Stockholm, SE, June 28, 2014     | 28 juin 2014          | Suède            | Solna         | Friends Arena                         |
| # 14 Oslo, NO, June 29, 2014          | 29 juin 2014          | Norvège          | Bærum         | Telenor Arena                         |
| # 15 Gdynia, Pl, July 3, 2014         | 3 juillet 2014        | Pologne          | Gdynia        | Open'er Festival                      |
| # 16 Werchter, BE, July 5, 2014       | 5 juillet 2014        | Belgique         | Werchter      | Rock Werchter Festival                |
| # 17 Leeds, UK, July 8, 2014          | 8 juillet 2014        | Angleterre       | Leeds         | First Direct Arena                    |
| # 18 Milton Kyenes, UK, July 11, 2014 | 11 juillet 2014       | Angleterre       | Milton Keynes | Milton Keynes National Bowl           |

| États-Unis                           |                       |            |                                   |
| Numéro Titre                         | Date d'enregistrement | Ville      | Lieu                              |
| # 19 Cincinnati, OH, October 1, 2014 | 1er octobre 2014      | Cincinnati | US Bank Arena                     |
| # 20 St. Louis, MO, October 3, 2014  | 3 octobre 2014        | St. Louis  | Scottrade Center                  |
| # 21 Austin, TX, October 5, 2014     | 5 octobre 2014        | Austin     | Austin City Limits Music Festival |
| # 22 Tulsa, OK, October 8, 2014      | 8 octobre 2014        | Tulsa      | BOK Center                        |
| # 23 Lincoln, NE, October 9, 2014    | 9 octobre 2014        | Lincoln    | Pinnacle Bank Arena               |
| # 24 Austin, TX, October 12, 2014    | 12 octobre 2014       | Austin     | Austin City Limits Music Festival |
| # 25 Memphis, TN, October 14, 2014   | 14 octobre 2014       | Memphis    | FedExForum                        |
| # 26 Detroit, MI, Octobre 16, 2014   | 16 octobre 2014       | Detroit    | Joe Louis Arena                   |
| # 27 Moline, IL, October 17, 2014    | 17 octobre 2014       | Moline     | iWireless Center                  |
| # 28 St. Paul, MN, October 19, 2014  | 19 octobre 2014       | St. Paul   | Xcel Energy Center                |
| # 28 Milwaukee, WI, October 20, 2014 | 20 octobre 2014       | Milwaukee  | BMO Harris Bradley Center         |
| # 30 Denver, CO, October 22, 2014    | 22 octobre 2014       | Denver     | Pepsi Center                      |

### Bootlegs 2015
2015 voit le groupe donner 9 concerts en Amérique Latine.
| Amérique Latine                               |                       |           |                |                                 |
| Numéro Titre                                  | Date d'enregistrement | Pays      | Ville          | Lieu                            |
| # 1 Santiago, Chile, November 4, 2015         | 4 novembre 2015       | Chili     | Santiago       | Estadio Nacional                |
| # 2 Buenos Aires, Argentina, November 7, 2015 | 7 novembre 2015       | Argentine | La Plata       | Stade Ciudad de La Plata        |
| # 3 Porto Alegre, Brazil, November 11, 2015   | 11 novembre 2015      | Brésil    | Porto Alegre   | Arena do Grêmio                 |
| # 4 Sao Paulo, Brazil, November 14, 2015      | 14 novembre 2015      | Brésil    | São Paulo      | Estádio do Morumbi              |
| # 5 Brasilia, Brazil, November 17, 2015       | 17 novembre 2015      | Brésil    | Brasilia       | Estádio Nacional Mané Garrincha |
| # 6 Belo Horizonte, Brazil, November 20, 2015 | 20 novembre 2015      | Brésil    | Belo Horizonte | Estádio Mineirão                |
| # 7 Rio de Janeiro, Brazil, November 22, 2015 | 22 novembre 2015      | Brésil    | Rio de Janeiro | Estádio do Maracanã             |
| # 8 Bogota, Colombia, November 25, 2015       | 25 novembre 2015      | Colombie  | Bogota         | Simón Bolívar Park              |
| # 9 Mexico City, Mexico, November 28, 2015    | 28 novembre 2015      | Mexique   | Mexico         | Foro Sol                        |

### Bootlegs 2016
Tournée nord-américaine de 26 dates. Le concert de Raleigh fut annulé pour protester contre la loi HB2 et le concert donné pour le Third Man Records de Nashville ne donna pas lieu à un bootleg.
| Amérique du Nord                      |                       |            |                  |                            |
| Numéro Titre                          | Date d'enregistrement | Pays       | Ville            | Lieu                       |
| # 1 Ft. Lauderdale, FL, April 8, 2016 | 8 avril 2016          | États-Unis | Sunrise          | BB&T Center                |
| # 2 Miami, FL, April 9, 2016          | 9 avril 2016          | États-Unis | Miami            | American Airlines Arena    |
| # 3 Tampa, FL, April 11, 2016         | 11 avril 2016         | États-Unis | Tampa            | Amalie Arena               |
| # 4 Jacksonville, FL, April 13, 2016  | 13 avril 2016         | États-Unis | Jacksonville     | Veterans Memorial Arena    |
| # 5 Greenville, SC, April 16, 2016    | 16 avril 2016         | États-Unis | Greenville       | Bon Secours Wellness Arena |
| # 6 Hampton, VA, April 18, 2016       | 18 avril 2016         | États-Unis | Hampton          | Hampton Coliseum           |
| # 7 Columbia, SC, April 21, 2016      | 21 avril 2016         | États-Unis | Columbia         | Colonial Life Arena        |
| # 8 New Orleans, LA, April 23, 2016   | 23 avril 2016         | États-Unis | Nouvelle-Orléans | Jazz & Heritage Festival   |
| # 9 Lexington, KY, April 26, 2016     | 26 avril 2016         | États-Unis | Lexington        | Rupp Arena                 |
| # 10 Philadelphia, PA, April 28, 2016 | 28 avril 2016         | États-Unis | Philadelphie     | Wells Fargo Center         |
| # 11 Philadelphia, PA, April 29, 2016 | 29 avril 2016         | États-Unis | Philadelphie     | Wells Fargo Center         |
| # 12 New York, NY, May 1, 2016        | 1er mai 2016          | États-Unis | New York         | Madison Square Garden      |
| # 13 New York, NY, May 2, 2016        | 2 mai 2016            | États-Unis | New York         | Madison Square Garden      |
| # 14 Quebec City, QC, May 5, 2016     | 5 mai 2016            | Canada     | Québec           | Centre Vidéotron           |
| # 15 Ottawa, ON, May 8, 2016          | 8 mai 2016            | Canada     | Ottawa           | Canadian Tire Center       |
| # 16 Toronto, ON, May 10, 2016        | 10 mai 2016           | Canada     | Toronto          | Air Canada Center          |
| # 17 Toronto, ON, May 12, 2016        | 12 mai 2016           | Canada     | Toronto          | Air Canada Center          |
| # 18 Manchester, TN, June 11, 2016    | 11 juin 2016          | États-Unis | Manchester       | Bonnaroo Music Festival    |
| # 19 Telluride, CO, July 9, 2016      | 9 juillet 2016        | États-Unis | Telluride        | Ride Festival              |
| # 20 Pemberton, BC, July 17, 2016     | 17 juillet 2016       | Canada     | Pemberton        | Pemberton Music Festival   |
| # 21 Boston, MA, August 5, 2016       | 5 août 2016           | États-Unis | Boston           | Fenway Park                |
| # 22 Boston, MA, August 7, 2016       | 7 août 2016           | États-Unis | Boston           | Fenway Park                |
| # 23 Chicago, IL, August 20, 2016     | 20 août 2016          | États-Unis | Chicago          | Wrigley Field              |
| # 24 Chicago, IL, August 22, 2016     | 22 août 2016          | États-Unis | Chicago          | Wrigley Field              |

### Bootlegs 2018
Tournée de 27 concerts qui commence en Amérique du Sud, traverse l'Europe et se termine aux États-Unis. 26 bootlegs seulement, le concert du 8 mars 2018 à Buenos Aires a été annulé à cause des intempéries.
| Amérique du Sud                            |                       |                    |                |                                          |
| Numéro Titre                               | Date d'enregistrement | Pays               | Ville          | Lieu                                     |
| # 1 Santiago, Chile, March 13, 2018        | 13 mars 2018          | Chili              | Santiago       | Movie Star Arena                         |
| # 2 Santiago, Chile, March 16, 2018        | 16 mars 2018          | Chili              | Santiago       | Lollapalooza Chile Parc O'Higgins        |
| # 3 Rio de Janeiro, Brazil, March 21, 2018 | 21 mars 2018          | Brésil             | Rio de Janeiro | Estádio do Maracanã                      |
| # 4 Sâo Paulo, Brazil, March 24, 2018      | 24 mars 2018          | Brésil             | São Paulo      | Lollapalooza Brasil Circuit d'Interlagos |
| Europe                                     |                       |                    |                |                                          |
| # 5 Amsterdam, Netherlands, June 12, 2018  | 12 juin 2018          | Pays-Bas           | Amsterdam      | Ziggo Dome                               |
| # 6 Amsterdam, Netherlands, June 13, 2018  | 13 juin 2018          | Pays-Bas           | Amsterdam      | Ziggo Dome                               |
| # 7 Landgraaf, Netherlands, June 15, 2018  | 15 juin 2018          | Pays-Bas           | Landgraaf      | Pinkpop Festival                         |
| # 8 London, England, June 18, 2018         | 18 juin 2018          | Angleterre         | Londres        | O2Arena                                  |
| # 9 Milan, Italy, June 22, 2018            | 18 juin 2018          | Italie             | Milan          | I-Days Festival                          |
| # 10 Padova, Italy, June 24, 2018          | 24 juin 2018          | Italie             | Padova         | Stadio Euganeo                           |
| # 11 Rome, Italy, June 26, 2018            | 26 juin 2018          | Italie             | Rome           | Stdio Olimpico                           |
| # 12 Prague, Czech Republic, July 1, 2018  | 1er juillet 2018      | République tchèque | Prague         | O2 Arena                                 |
| # 13 Krakow, Poland, July 3, 2018          | 3 juillet 2018        | Pologne            | Krakow         | Tauron Arena Kraków                      |
| # 14 Berlin, Germany, July 5, 2018         | 5 juillet 2018        | Allemagne          | Berlin         | Waldbühne                                |
| # 15 Werchter, Belgium, July 7, 2018       | 7 juillet 201         | Belgique           | Werchter       | Rock Werchter Festival                   |
| # 16 Barcelona, Spain, July 10, 2018       | 10 juillet 2018       | Espagne            | Barcelone      | Palau Sant Jordi                         |
| # 17 Madrid, Spain, July 12, 2018          | 12 juillet 2018       | Espagne            | Madrid         | Mad Cool Festival                        |
| # 18 Lisbon, Portugal, July 14, 2018       | 14 juillet 2018       | Portugal           | Oeiras         | NOS Alive Festival                       |
| # 19 LOndon, England, July 17, 2018        | 17 juillet 2018       | Angleterre         | Londres        | O2Arena                                  |
| Amérique du Nord                           |                       |                    |                |                                          |
| # 20 Seattle, WA, August 8, 2018           | 8 août 2018           | États-Unis         | Seattle        | Safeco Field                             |
| # 21 Seattle, WA, August 10, 2018          | 10 juillet 2018       | États-Unis         | Seattle        | Safeco Field                             |
| # 22 Missoula, MT, August 13, 2018         | 13 août 2018          | États-Unis         | Missoula       | Washington–Grizzly Stadium               |
| # 23 Chicago, IL, August 18, 2018          | 18 août 2018          | États-Unis         | Chicago        | Wrigley Field                            |
| # 24 Chicago, IL, August 20, 2018          | 20 août 2018          | États-Unis         | Chicago        | Wrigley Field                            |
| # 25 Boston, MA, September 2, 2018         | 2 septembre 2018      | États-Unis         | Boston         | Fenway Park                              |
| # 26 Boston, MA, September 4, 2018         | 4 septembre 2018      | États-Unis         | Boston         | Fenway Park                              |

## Bootlegs 2021 - 2024

### Bootlegs 2021
Quatre concerts seulement pour 2021. 
| États-Unis                             |                       |             |                       |
| Numéro 1 Titre                         | Date d'enregistrement | Ville       | Lieu                  |
| # 1 Sea. Hear. Now, September 18, 2021 | 18 septembre 2011     | Asbury Park | Sea.Hear.Now Festival |
| # 2 Dana Point, CA, September 26, 2021 | 26 septembre 2021     | Dana Point  | Ohana Festival        |
| # 3 Dana Point, CA, October 1, 2021    | 1er octobre 2021      | Dana Point  | Ohana Festival        |
| # Dana Point, CA, October 2, 2021      | 2 octobre 2021        | Dana Point  | Ohana Festival        |

### Bootlegs 2022
Tournée de promotion de l'album Gigaton. La tournée s'étale sur 2022 et 2023 et engendre 40 bootlegs.
| Amérique du Nord 1ère partie    |                       |            |           |                  |
| Numéro Titre                    | Date d'enregistrement | État       | Ville     | Lieu             |
| # 1 San Diego, CA, 05.03.2022   | 3 mai 2022            | Californie | San Diego | Viejas Arena     |
| # 2 Los Angeles, CA, 05.06.2022 | 6 mai 2022            | Californie | Inglewood | KIA Forum        |
| # 3 Los Angeles, CA, 05.07.2022 | 7 mai 2022            | Californie | Inglewood | KIA Forum        |
| # 4 Phoenix, AZ, 05.09.2022     | 9 mai 2022            | Arizona    | Glendale  | Gila River Arena |
| # 5 Oakland, CA, 05.12.2022     | 12 mai 2022           | Californie | Oakland   | Oakland Arena    |
| # 6 Oakland, CA, 05.13.2022>    | 13 mai 2022           | Californie | Oakland   | Oakland Arena    |
| # 7 Fresno, CA, 05.16.2022      | 16 mai 2022           | Californie | Fresno    | Save Mart Center |

| Europe                          |                       |            |                    |                                            |
| Numéro Titre                    | Date d'enregistrement | Pays       | Ville              | Lieu                                       |
| # 8 Landgraaf, NL, 06.18.2022   | 18 juin 2022          | Pays-Bas   | Landgraaf          | Pinkpop Festival                           |
| # 9 Berlin, DE, 06.21.2022      | 21 juin 2022          | Allemagne  | Berlin             | Waldbüne                                   |
| # 10 Zurich, CH, 06.23.2022     | 23 juin 2022          | Suisse     | Zurich             | Hallenstadion                              |
| # 11 Imola, IT, 06.25.2022      | 25 juin 2022          | Italie     | Imola              | Autodromo Enzo e Dino Ferrari              |
| # 12 Frankfurt, DE, 06.28.2022  | 28 juin 2022          | Allemagne  | Francfort          | Festhalle                                  |
| # 13 Werchter, BE, 06.30.2022   | 30 juin 2022          | Belgique   | Werchter           | Rock Werchter Festival                     |
| # 14 Stockholm, SE, 07.03.2022  | 3 juillet 2022        | Suède      | Stockholm (Gärdet) | Lollapalooza Festival                      |
| # 15 Copenhagen, DK, 07.05.2022 | 5 juillet 2022        | Danemark   | Copenhague         | Royal Arena                                |
| # 16 London, UK, 07.08.2022     | 8 juillet 2022        | Angleterre | Londres            | BST Hyde Park                              |
| # 17 London, UK, 07.09.2022     | 9 juillet 2022        | Angleterre | Londres            | BST Hyde Park                              |
| # 18 Budapest, HU, 07.12.2022   | 12 juillet 2022       | Hongrie    | Budapest           | Papp László Budapest Sportaréna            |
| # 19 Krakow, PL, 07.14.2022     | 14 juillet 2022       | Pologne    | Cracovie           | Tauron Arena Kraków                        |
| # 20 Paris, FR, 07.17.2022      | 17 juillet 2022       | France     | Paris              | Lollapalooza Paris Hippodrome de Longchamp |
| # 21 Amsterdam, NL, 07.25.2022  | 25 juillet 2022       | Pays-Bas   | Amsterdam          | Ziggo Dome                                 |

| Amérique du Nord 2éme partie               |                       |            |               |                                                      |
| Numéro Titre                               | Date d'enregistrement | Pays       | Ville         | Lieu                                                 |
| # 22 Qhebec City, QC, September 1, 2022    | 1er septembre 2022    | Canada     | Québec        | Centre Vidéotron                                     |
| # 23 Ottawa, ON, September 3, 2022         | 3 septembre 2022      | Canada     | Ottawa        | Centre Canadian Tire                                 |
| # 24 Hamilton, ON, September 6, 2022       | 6 septembre 2022      | Canada     | Ontario       | FirstOntario Centre                                  |
| # 25 Toronto, ON, September 8, 2022        | 8 septembre 2022      | Canada     | Toronto       | Scotiabank Arena                                     |
| # 26 New York, NY, September 11, 2022      | 11 septembre 2022     | États-Unis | New York      | Madison Square Garden                                |
| # 27 Camden, NJ, September 14, 2022        | 14 septembre 2022     | États-Unis | Camden        | Freedom Mortgage Pavilion                            |
| # 28 Nashville, TN, September 16, 2022     | 16 septembre 2022     | États-Unis | Nashville     | Bridgestone Arena                                    |
| # 29 Louisville, KY, September 17, 2022    | 29 septembre 2022     | États-Unis | Louisville    | Bourbon & Beyond Festival Kentucky Exposition Center |
| # 30 ST Louis, MO, September 18, 2022      | 18 septembre 2022     | États-Unis | St. Louis     | Enterprise Center                                    |
| # 31 Oklahoma City, OK, September 20, 2022 | 20 septembre 2022     | États-Unis | Oklahoma City | Paycom Center                                        |
| # 32 Denver, CO, September 22, 2022        | 22 septembre 2022     | États-Unis | Denver        | Ball Arena                                           |

### Bootlegs 2023
| États-Unis                         |                       |           |                        |                    |
| Numéro Titre                       | Date d'enregistrement | État      | Ville                  | Lieu               |
| # 1 St Paul, MN, 08.31.2023        | 31 août 2023          | Minnesota | Saint Paul (Minnesota) | Xcel Energy Center |
| # 2 St Paul, MN, 09.02.2023        | 2 septembre 2023      | Minnesota | Saint Paul (Minnesota) | Xcel Energy Center |
| # 3 Chigago, IL, 09.05.2023        | 5 septembre 2023      | Illinois  | Chicago                | United Center      |
| # 4 Chigago, IL, 09.07.2023        | 7 septembre 2023      | Illinois  | Chicago                | United Center      |
| # 5 FT. Worth, TX, 09.13.2023      | 13 septembre 2023     | Texas     | Fort Worth             | Dickies Arena      |
| # 6 FT. Worth, TX, 09.15.2023      | 15 septembre 2023     | Texas     | Fort Worth             | Dickies Arena      |
| # 7 Austin, TX, September 18, 2023 | 18 septembre 2023     | Texas     | Austin                 | Moody Center       |
| # 8 Austin, TX, September 19, 2023 | 19 septembre 2023     | Texas     | Austin                 | Moody Center       |

### Bootlegs 2024
Tournée de promotion de l'album Dark Matter qui s'étale aussi sur 2025.
| Amérique du Nord 1ère partie             |                       |                      |              |                                 |
| Numéro Titre                             | Date d'enregistrement | Pays                 | Ville        | Lieu                            |
| # 1 Vancouver, BC, May 4, 2024           | 4 mai 2024            | Canada               | Vancouver    | Rogers Arena                    |
| # 2 Vancouver, BC, May 6, 2024           | 6 mai 2024            | Canada               | Vancouver    | Rogers Arena                    |
| # 3 Portland, OR, May 10, 2024           | 10 mai 2024           | États-Unis           | Portland     | Moda Center                     |
| # 4 Sacramento, CA, May 13, 2024         | 13 mai 2024           | États-Unis           | Sacramento   | Golden 1 Center                 |
| # 5 Las Vegas, NV, May 16, 2024          | 16 mai 2024           | États-Unis           | Las Vegas    | MGM Grand Garden Arena          |
| # 6 Las Vegas, NV, May 18, 2024          | 18 mai 2024           | États-Unis           | Las Vegas    | MGM Grand Garden Arena          |
| # 7 Los Angeles, CA, May 21, 2024        | 21 mai 2024           | États-Unis           | Inglewood    | KIA Forum                       |
| # 8 Los Angeles, CA, May 22, 2024        | 22 mai 2024           | États-Unis           | Inglewood    | KIA Forum                       |
| # 9 Napa, CA, May 25, 2024               | 201                   | États-Unis           | Napa         | BottleRock Napa Valley Festival |
| # 10 Seattle, WA, May 28, 2024           | 28 mai 2024           | États-Unis           | Seattle      | Climate Pledge Arena            |
| # 11 Seattle, WA, May 30, 2024           | 30 mai 2024           | États-Unis           | Seattle      | Climate Pledge Arena            |
| Europe                                   |                       | États-Unis           |              |                                 |
| # 12 Dublin, IE, June 22, 2024           | 22 juin 2024          | Drapeau de l'Irlande | Dublin       | Marlay Park                     |
| # 13 Manchester, UK, June 25, 2024       | 25 juin 2024          | Angleterre           | Manchester   | Co-op Live                      |
| # 14 Barcelona, ES, July 8, 2024         | 8 juillet 2024        | Espagne              | Barcelone    | Palau Sant Jordi                |
| # 15 Madrid, ES, July 11, 2024           | 11 juillet 2024       | Espagne              | Madrid       | Mad Cool Festival               |
| # 16 Lisbon, PT, July 13, 2024           | 13 juillet 2024       | Portugal             | Oeiras       | NOS Alive Festival              |
| Amérique du Nord 2ème partie             |                       |                      |              |                                 |
| # 17 Missoula, MT, August 22, 2024       | 22 août 2024          | États-Unis           | Missoula     | Washington-Grizzly Stadium      |
| # 18 Indianapolis, IN, August 26, 2024   | 26 août 2024          | États-Unis           | Noblesville  | Ruoff Music Center              |
| # 19 Chicago, IL, August 29, 2024        | 29 août 2024          | États-Unis           | Chicago      | Wrigley Field                   |
| # 20 Chicago, IL, August 31, 2024        | 31 août 2024          | États-Unis           | Chicago      | Wrigley Field                   |
| # 21 New York, NY, September 3, 2024     | 3 septembre 2024      | États-Unis           | New York     | Madison Square Garden           |
| # 22 New York, NY, September 4, 2024     | 4 septembre 2024      | États-Unis           | New York     | Madison Square Garden           |
| # 23 Philadelphia, PA, September 7, 2024 | 7 septembre 2024      | États-Unis           | Philadelphie | Wells Cargo Center              |
| # 24 Philadelphia, PA, September 9, 2024 | 9 septembre 2024      | États-Unis           | Philadelphie | Wells Cargo Center              |
| # 25 Baltimore, MD, September 12, 2024   | 12 septembre 2024     | États-Unis           | Baltimore    | CFG Bank Arena                  |
| # 26 Boston, MA, September 15, 2024      | 15 septembre 2024     | États-Unis           | Boston       | Fenway Park                     |
| # 27 Boston, MA, September 17, 2024      | 17 septembre 2024     | États-Unis           | Boston       | Fenway Park                     |
| # 28 Dana Point, CA, September 27, 2024  | 27 septembre 2024     | États-Unis           | Dana Point   | Ohana Festival                  |
| # 29 Dana Point, CA, September 29, 2024  | 29 septembre 2024     | États-Unis           | Dana Point   | Ohana Festival                  |
| Océanie                                  |                       |                      |              |                                 |
| # 30 Auckland, NZ, November 8, 2024      | 8 novembre 2024       | Nouvelle-Zélande     | Auckland     | Mount Smart Stadium             |
| # 31 Auckland, NZ, November 10, 2024     | 10 novembre 2024      | Nouvelle-Zélande     | Auckland     | Mount Smart Stadium             |
| # 32 Gold Coast, AU, November 13, 2024   | 13 novembre 2024      | Australie            | Gold Coast   | People First Stadium            |
| # 33 Melbourne, AU, November 16, 2024    | 16 novembre 2024      | Australie            | Melbourne    | Marvel Stadium                  |
| # 34 Melbourne, AU, November 18, 2024    | 18 novembre 2024      | Australie            | Melbourne    | Marvel Stadium                  |
| # 35 Sydney, AU, November 21, 2024       | 21 novembre 2024      | Australie            | Sydney       | Engie Stadium                   |
| # 36 Sydney, AU, November 23, 2024       | 23 novembre 2024      | Australie            | Sydney       | Engie Stadium                   |